# Sexy (film 1962)
Sexy è un film del 1962, diretto da Renzo Russo. Rientra nella categoria dei Mondo movie sulla vita notturna che andavano di moda negli anni 60.